# 小行星6595
小行星6595（英語：6595 Munizbarreto）是一颗围绕太阳公转的小行星。1987年8月21日，艾瑞克·怀特·埃尔斯特在拉西拉天文台发现了此天体。
这颗小行星的绝对星等为79.38388等。